# Elephantomene
Elephantomene é um género botânico pertencente à família Menispermaceae.

## Espécies
- Elephantomene eburnea Barneby & Krukoff